# Hradiště na Kostelíčku
Hradiště na Kostelíčku (též Odřepsy 2 nebo Na Zámečku) je raně středověké sídliště nebo hradiště východně od Odřepsů v okrese Nymburk ve Středočeském kraji. Osídleno bylo během doby hradištní. Pozůstatky hradiště jsou společně s nedalekým hradištěm na Hřebínku a zaniklou středověkou vsí Oškobrhy chráněny jako kulturní památka. Nachází se severovýchodně od vrcholu kopce Oškobrh v nepřístupné oboře Vlkov.

## Historie
Lokalitu v letech 1959–1962 částečně zkoumali archeologové Ladislav Hrdlička a Miroslav Richter. Díky tomu víme, že dochované pozůstatky opevnění pocházejí ze tří stavebních fází, jejichž vzájemná souvislost je nejasná, a nepodařilo se ani datovat dobu jejich vzniku. Intenzivní raně středověké osídlení lokality se nacházelo pouze na ostrožnovitém výběku na severozápadě a vztah tohoto sídliště s opevněním nebyl prokázán. Většina chráněné plochy mohla sloužit jako příležitostné útočiště a některé úseky valů mohly, vzhledem k jednoduché konstrukci, vzniknout až v šestnáctém století při budování ohrazení obory. Jako na jiných místech kopce, i zde probíhala těžba opuky, a to snad už v desátém století, kdy mohl být zdejší kámen použit na stavbách hradiště v Libici.

## Stavební podoba
Areál s valy a příkopy se nachází v severní části návrší Oškobrh ve Středolabské tabuli v nadmořské výšce okolo 280 metrů. Rozloha opevněné plochy dosahuje asi patnácti hektarů. Na severní straně se opevnění dochovalo v délce přibližně pěti set metrů. Val vysoký padesát až sedmdesát centimetrů zde vede asi sedmdesát metrů od hrany plošiny. Jeho těleso vzniklo prostým navršením jílovitých vrstev promísených s opukovými kameny přímo na opukové podloží. Jiný val začíná u severní stráně a u novověkého lomu pokračuje obloukem k homolovité vyvýšenině.
Na severozápadě, západě a jihozápadě je patrná nevýrazná terasa, která je torzem jiného ohrazení. Jeho základem byl opukový blok upravený v šířce šesti metrů. Na vnější straně do něj bylo vysekáno ploché dno a na vnitřní straně žlab, který mohl sloužit k ukotvení dřevěné stěny. Samotný val se skládá z jílovitých vrstev s kameny, přičemž jsou v něm patrné stopy požáru a destrukce. Jižní val je dlouhý asi tři sta metrů. Jeho výška dosahuje až 1,2 metru a na vnitřní straně valu se nachází příkopovitá sníženina.